# FK ŠKP Inter Dúbravka Bratislava

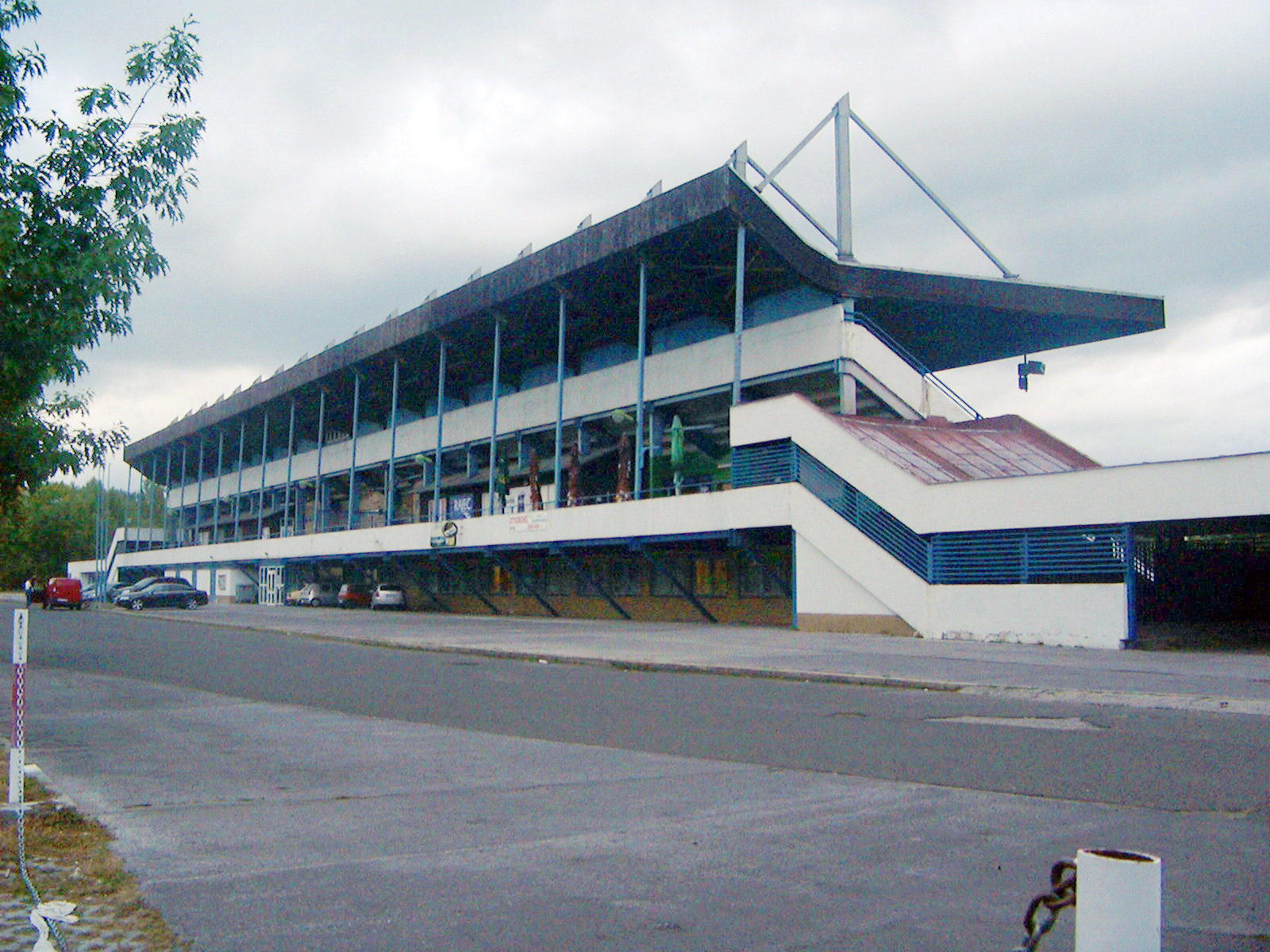
Sân vận động của FK ŠKP Inter Dúbravka Bratislava.

FK ŠKP Inter Dúbravka Bratislava (phát âm tiếng Slovak: [ˈintɛɾ ˈduːbɾaʊ̯ka ˈbɾatislaʋa]) là một câu lạc bộ bóng đá Slovakia, đến từ thị trấn Dúbravka, Bratislava.

## Lịch sử
Câu lạc bộ được thành lập năm 1946. Câu lạc bộ thi đấu trên sân nhà Sân vận động ŠKP Inter Dúbravka có sức chứa 10.500 người, cùng với FK Inter Bratislava.

### Tên gọi câu lạc bộ
- Telovýchovný klub národnej bezpečnosti Bratislava (từ năm 1946 đến năm 1948, TKNB)
- Sokol Sbor národnej bezpečnosti Bratislava (từ năm 1948 đến năm 1952, Sokol SNB)
- Sokol Červená hviezda Bratislava (từ năm 1952 đến năm 1953, Sokol Čh)
- Ústredný dom Červenej hviezdy Bratislava (từ năm 1953 đến năm 1956, ÚD Čh)
- Telovýchovná Jednota Červená hviezda Bratislava (từ năm 1956 đến năm 1990, TJ Čh)
- Športový klub polície Bratislava (từ năm 1990 đến năm 1997, ŠKP)
- Športový klub polície Devín (từ năm 1997 đến năm 2003, ŠKP)[3]
- FC Športový klub polície Dúbravka Bratislava (từ năm 2003 đến năm 2009, FC ŠKP)
- Športový klub polície Inter Dúbravka Bratislava (từ năm 2009, ŠKP Inter)

## Cầu thủ đáng chú ý
Từng thi đấu cho các đội tuyển quốc gia tương ứng. Các cầu thủ có tên in đậm thi đấu cho đội tuyển quốc gia khi thi đấu cho SKP.
- Csaba Horváth
- Pavol Majerník
- Kamil Susko

## Huấn luyện viên đáng chú ý
- Vladimír Goffa (−1999)
- Koloman Gögh (2005-20??)
- Vladimír Koník (2007-2008)
- Martin Stano (2008)
- Ľubomír Bohúň (2008-2009)